# 王・皇帝

エドワード8世の署名
名前「Edward」の後の「R」と「I」はラテン語で「王」と「皇帝」（'Rex' と 'Imperator' の頭文字）を示す。

王・皇帝（おう・こうてい、英: king-emperor）（女性は女王・女帝〈queen-empress〉）は、ある領地では王、別の領地では皇帝の地位に同時にある統治者である。この称号は王国と帝国が合併することで大抵生じるが、2つの領土は地位が政治的あるいは文化的に異なっていると認められている。また、帝国の獲得による王の皇帝としての地位を示すため（あるいはその逆）も示す。
この二重称号は統治者の二重の役割を表わすが、統治者の威光を高めるためにも作られるかもしれない。しかしながら、どちらの場合も、統治の合併が単にある国家がもう一方によって吸収される併合ではなく、むしろ統一とほぼ対等な立場での合同であったことを示した。しかし、イギリスの君主制の場合は、皇帝が王よりも高い地位にあるという示唆は「emperor-king（empress-queen）」ではなく「king-emperor（queen-empress）」という称号を作ることによって避けられた。

## 大英帝国

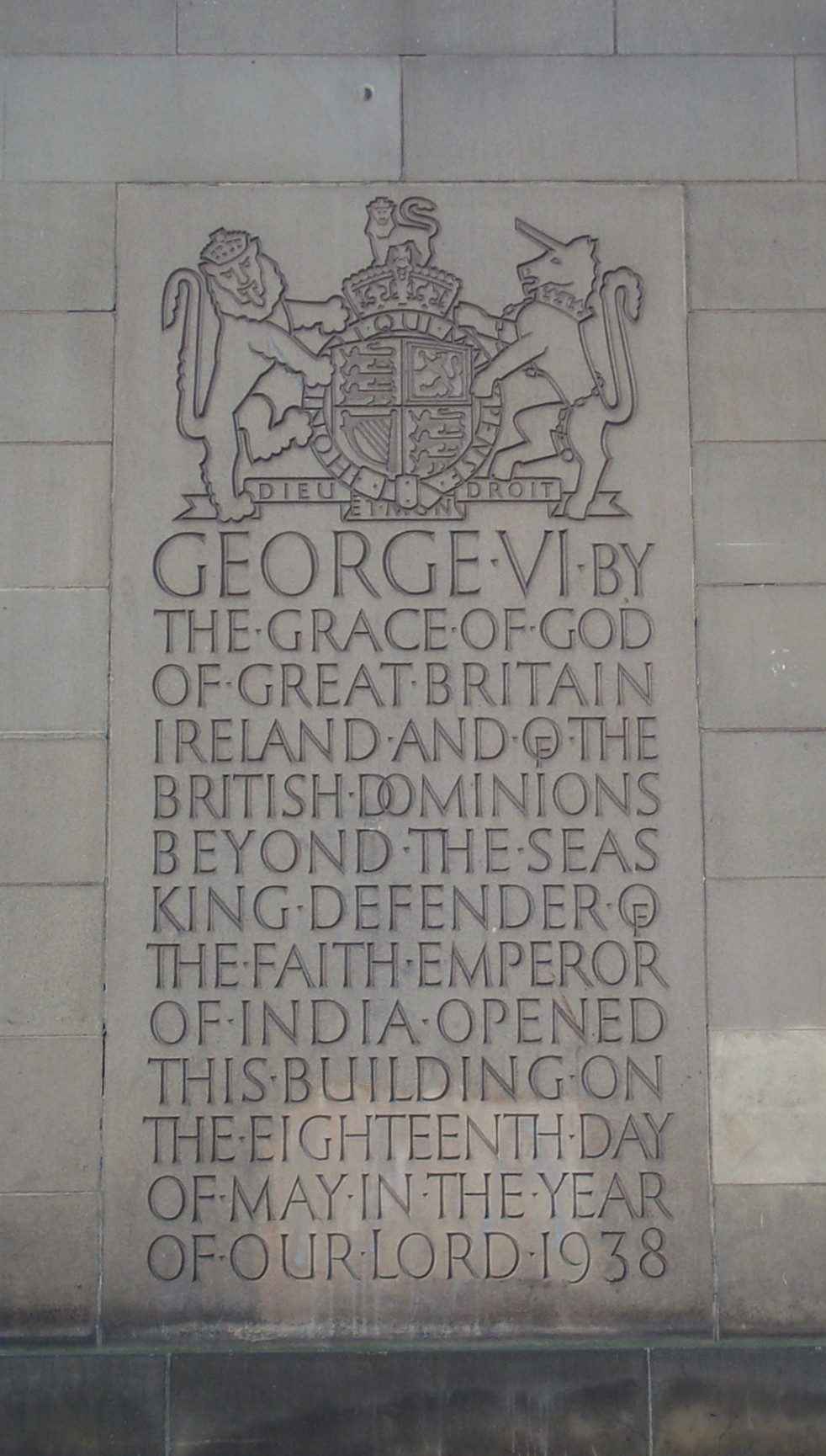
マンチェスター中央図書館にある銘板はインド皇帝の地位を放棄する前のジョージ6世の称号を記録している。

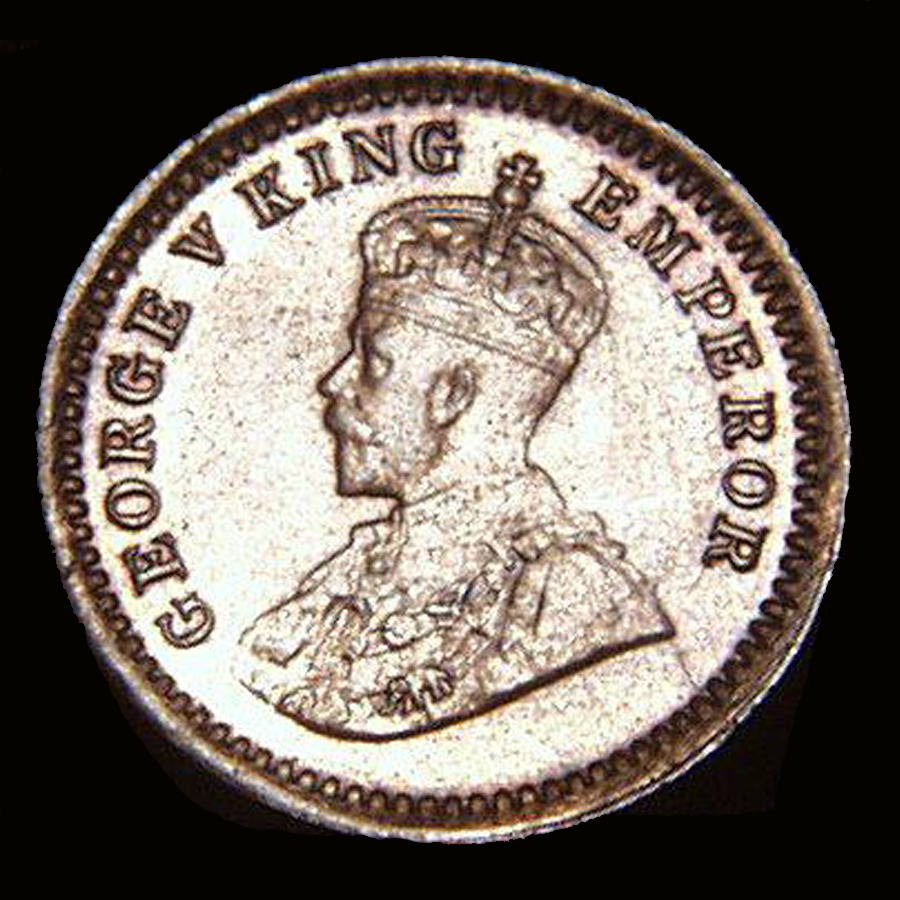
イギリス領インド帝国の硬貨にはこのジョージ5世硬貨のように「King Emperor」の称号が書かれている。

イギリス王は、イギリスが「インド反乱」と呼ぶ抵抗運動の後、1858年に東インド会社から英領インドの統治を公式に引き継いだ。これ以降、新たな英領インドはインド省を通してホワイトホールから直接統治された。1877年のデリー・ダルバールに続いて、ヴィクトリア女王はイギリス政府によって皇帝の地位を与えられ、インド女帝の位に就いた。したがって彼女はQueen-Empress（女王・女帝）であり、後継者たちはジョージ6世まで「King-Emperor（王・皇帝）」と呼ばれた。この称号は正式な称号の短縮形であり、広く一般に使用された。
在位中のKing-EmperorまたはQueen-Empressは、名前の後に「R I」というイニシャル（レクス  ImperatorまたはRegina Imperatrix）あるいは省略形Ind. Imp. (Indiae Imperator/Imperatrix) を使用した。
イギリス硬貨と大英帝国、英連邦自治領の硬貨は常に「Rex Ind. Imp.」という称号が変化したものを含んでいたが、インド自身においては硬貨には「Empress」、後には「King Emperor」と印されていた。1947年8月にインドが独立した時、全ての金型は後者の2つの略称を除去するために変更しなければならず、一部の場合は1年を要した。イギリスでは、ジョージ6世硬貨には1948年までこの称号が印されていた。

## オーストリア＝ハンガリー帝国
ドイツ人によって統治されナショナリズムの増大に直面していた多国籍オーストリア帝国がハンガリーの貴族に名目的および事実的権利を与える改革を行った1867年にもこの二重称号が使われた。この改革によってオーストリアに併合されたハンガリー王国が復活し、したがってオーストリア＝ハンガリー二重君主制連合国家と「皇帝・王（ドイツ語では Kaiser und König）」の二重称号が作られた。
ハプスブルク王朝はしたがって、帝国の西および北半分（ツィスライタニエン）をオーストリア皇帝として統治し、ハンガリー王国ならびにトランスライタニエンの大半をハンガリー王として統治した。ハンガリーを一定程度の自治と連合事項（主に外交関係と防衛）に関する代表権を享受した。連邦の正式名称は「帝国議会において代表される諸王国および諸邦ならびに聖イシュトヴァーンの王冠諸邦」であった。

## イタリア植民地帝国
1936年、イタリアのエチオピア征服により、ヴィットーリオ・エマヌエーレ3世はエチオピア皇帝に宣言された。したがって、彼は王・皇帝（イタリア語でRe Imperatore）となった。その後の数年間に、諸外国はイタリアによるエチオピア統治を承認した（イギリスは1937年）。
王・皇帝は副王によって代理され、副王はイタリア領東アフリカ（AOI - Africa Orientale Italiana）の総督にも任命された。副王および総督の首都はアディスアベバであった。

## 称号
- セルビア皇帝ステファン・ドゥシャン（在位1346年–1355年。1331年から1345年まではセルビア国王）は、1347年から1356年の間の文書において「ギリシアの皇帝ならびに全セルビア諸邦および沿海州の王」と署名された（セルビア人の皇帝（英語版）を参照されたい）[1]。ドゥシャンは「王・皇帝」と言い表されてきた[2]。
- ドイツ帝国も皇帝・王によって統治された。これは、ホーエンツォレルン家出身の皇帝がプロイセンの王でもあったためである。
- 神聖ローマ皇帝はこの称号が存在したほとんどの期間、イタリア、ドイツ、およびブルグントの王でもあった。
- フランス皇帝ナポレオン1世はイタリア王でもあった。彼の称号は「王・皇帝」ではなく「皇帝・王（フランス語でEmpereur-Roiまたはl'Empereur et Roi）」と省略された。
- ポルトガル王ジョアン6世はポルトガル王であると同時に名ばかりのブラジル皇帝となり、死去するまで皇帝・王（Imperador e Rei）と称された。ジョアン6世の死後、ブラジル皇帝の座にあった息子のペドロはポルトガル王位を一時的に継承した。